# 北出流星
北出 流星（きたで りゅうせい、1998年（平成10年）7月12日 - ）は、日本の俳優。兵庫県出身。

## 来歴
- 2017年12月7日、BOYS AND MEN研究生東京のメンバーに合格し、芸能活動を開始。
- 2019年11月10日に行われたイベントを最後にBOYS AND MEN研究生東京のメンバーとしての活動終了。
- 2020年1月1日、ジャパン・ミュージックエンターテインメントのボーイズグループ「ONE DAY」に新メンバーRYUSEIとして加入。
- 2022年7月30日、ONE DAYの活動が終了。7月31日をもってジャパン・ミュージックエンターテインメントとの契約を終了し退所。
- 2022年9月より株式会社GFAに所属。北出 流星としてソロタレント活動を開始。
- 2025年7月31日、株式会社GFAとの契約を終了し退所。
- 2025年8月1日、株式会社TRUSTARに所属。

## 人物
- 3人兄弟の長男。弟2人とはとても仲が良く、喧嘩をしたことがない。
- 関西出身のため、標準語からいきなり関西弁になることがある。
- 趣味は帰省。3日以上の休みがあれば実家に帰省することが多い。
- とても社交的な性格で、人と喋ることが好き。
- 学生時代に野球を行っていたこともあり、阪神タイガースを応援している。
- とにかくよく食べるので、現場などでは食いしん坊キャラにされがち。好きな食べ物は寿司。
- これまでメンバーカラーや役柄で赤色担当になることが多く、イメージカラーは赤色。
- 本人はあまり自覚していないが、かなりの天然。
- 好きな動物は犬。祖父母が犬を飼っていたため、幼少期に犬と触れ合うことが多かった。

　2023年11月からマルチーズを飼い始める。目がとろーんとしており、本人がお寿司が好きであることから名前は「とろ」。とろの誕生日は2023年9月15日。
- アニメが好きで、様々な作品を見ている。

## 出演

### 舞台
- ダンスミュージカル 「花村学園2022」（2022年10月27日-30日、滝野川会館　大ホール）　-主演 二階堂龍平 役[1]
- 劇団山本屋10号「不器用な三角形は足枷を喰いちぎる」（2022年12月7日-12日[注 1]、シアター・アルファ東京）　-ツキオチ 役[2]
- 舞台「華Doll* THE STAGE -Another Universe-」-結城眞紘 役
  - 舞台「華Doll* THE STAGE -Another Universe-」（2023年3月16日-26日、アニメイトシアター）[3]　　
  - 舞台「華Doll* THE STAGE -Another Universe- part.Ⅱ」（2023年10月28日-11月5日、アニメイトシアター）[4]
- 朗読劇「meaning〜また会いたいから、さようなら〜」（2023年3月29日-4月2日、上野ストアハウス）　-小鳥遊順平、寺沢 健三 役[5]
- 「Asterism vol,07『NoLimit』」（2023年5月3日-8日、シアターグリーン BIG TREE THEATRE）-悠一 役[6]
- 2.5次元ダンスライブ「S.Q.S」-QUELL　久我壱流 役
  - 2.5次元ダンスライブ「S.Q.S Episode 9『The Freely』」（2023年6月15日-25日、I’M A SHOW）[7]
  - 2.5次元ダンスライブ「S.Q.S Episode 10『月野奇譚 太極伝奇 -干戈騒乱-』」(2024年1月、草月ホール)[8]
  - イブステ × スケステ 合同ライブ 「ROCKOOL FES 2024」（2024年11月20日-24日、東京ドームシティ シアターGロッソ）
- 朗読劇「永久保貴一の極めて怖い話」[注 2]（2023年7月14日-17日、浅草花劇場）[9]
- ミュージカル「人間ライブラリ」（2023年8月9日～8月13日、上野ストアハウス）-シン 役[10]
- 舞台「アナザーチート」（2023年8月30日～9月3日、こくみん共済 coop ホール）-　[11]
- 「ヒプノシスマイク -Division Rap Battle-」Rule the Stage　-白膠木簓 役
  - 「ヒプノシスマイク -Division Rap Battle-」Rule the Stage -New Encounter-（2024年3月1日-17日、品川プリンスホテル ステラボール / 4月4日-7日、COOL JAPAN PARK OSAKA WWホール）[12]
  - ネルケプランニング30th ANNIVERSARY「ネルフェス2024」（2024年08月20日、日本武道館）[13]
  - 「ヒプノシスマイク -Division Rap Battle-」-Grateful Cypher-（2024年10月4日-14日、TOKYO DOME CITY HALL）[14]
  - 「ヒプノシスマイク -Division Rap Battle-」Rule the Stage《MAD TRIGGER CREW & どついたれ本舗 feat. 道頓堀ダイバーズ》（2025年4月18日 - 20日、COOL JAPAN PARK OSAKA WWホール / 5月1日 - 11日、品川プリンスホテル ステラボール）[15]
  - 「ヒプノシスマイク -Division Rap Battle-」Rule the Stage《Division Jam Tour》vol.3（2026年7月 - 8月〈予定〉）[16]
- xperimental Theater『結合男子』（2024年5月7日-13日、日本青年館ホール / 5月17日-19日、COOL JAPAN PARK OSAKA WWホール） - 浮石三宙 役[17]
- 舞台「ヒカルの碁」（2024年7月5日-14日、東京・サンシャイン劇場） - 三谷祐輝 役[18]
- オリジナル舞台「あなた方は閉じ込められました。」（2024年10月25日-27日、アニメイトシアター） - 倉敷叶 役[19]
- 舞台「終遠のヴィルシュ -ErroR:salvation- Case. Scien Brofiise」（2024年12月19日-29日、シアターサンモール） -主演 シアン・ブロフィワーズ 役[20]
- 舞台「拝啓、親愛なる魔法使いのあなたへ」 -主演 ケイ 役
  - 舞台「拝啓、親愛なる魔法使いのあなたへ」2025年1月29日-2月2日、六行会ホール）[21]
  - 舞台「拝啓、親愛なる魔法使いのあなたへ（仮）」2026年1月下旬、六行会ホール）[22]
- ミュージカルレビュー「TARKIE〜伝説の女たち〜」[注 3]（2025年3月24日-3月30日、有楽町よみうりホール） -堀田 克哉 役[23]
- 「キューピット・パラサイト The Stage」[注 4]（2025年7月17日-7月28日、ラゾーナ川崎プラザソル） [24]
- オムニバスコント公演「TOKYO NIGHT CRAB」（2025年7月17日-7月21日、銀座 博品館劇場） [25]
- 舞台「スタンドマイヒーローズ」（2025年9月3日-9月14日〈予定〉、シアターサンモール） - 大谷羽鳥 役[26]

### 映画
- 「妖獣奇譚ニンジャVSシャーク」[注 5]（2023年4月14日公開）-北出清五郎 役[27]
- 「静かなるドン」（2023年5月12日公開）-ホスト快斗 役[28]
- 「ウルフハンターが行く！ 人狼 三国志篇」（2023年7月7日公開）-召輝 役[29]

### テレビ番組
- 爆笑そっくりものまね紅白歌合戦スペシャル（2022年10月15日、フジテレビ）　-Sexy Zone　中島健人  役
- ドラマ「インターホンが鳴るとき」（2023年10月11日、テレビ大阪）　[30]
- ドラマ「恋は湯けむりの中で」[注 6]（2024年1月26日、TVK）　[31]

### WEB
- DOKUDO新番組「映画人」（2023年5月 - ） ナビゲーター/MCとして出演[32]
- ツキプロチャンネル48時間マジカルTV（2023年11月3日・4日、YouTube・ニコニコ生放送）※3日のみ出演[33]
- 優チャット小説アプリ「KISSMILLe」の「神様候補生」（2023年11月26日配信開始）-雷久保 迅也 役　[34]
- 配信ドラマ「きみはな～君に届ける花ことば～」（2024年10月04日配信開始）-立花咲良 役　[35]
- V系 × 戦隊 × 音楽プロジェクト『V系戦隊エクスキューショナー』（2025年8月キャスト解禁）-青門碧郎 役[36]

### ラジオ
- 花村学園へようこそ（2022年9月25日、渋谷クロスFM）[37]

### 歌手活動
- 自身初のソロ曲「チェリー・シュガー・ハイ」（2023年12月31日初披露、2024年7月12日リリース）[38]
- 「Fave」「春の風のような君を見てる」（2024年7月28日初披露、7月29日リリース）[39]

### イベント
- 舞台「華Doll* THE STAGE」公演チケット特別販売＆舞台Anthosグリーティングイベント（2023年3月5日、アニメイトシアター池袋本店）[40]
- 映画「ウルフハンターが行く！ 人狼 三国志編」完成記念イベント[注 7]（2023年4月16日、東京証券会館ホール）[41]
- 「こうゆう人」イベントvol.6（2023年7月1日、ブルースクエア四谷）[42]
- 北出流星 25th Birthday Event～りゅせと一緒にバースデーパーティー～[注 8]（2023年7月9日、M Smile BOX SHIBUYA）[43]
- 舞台「華Doll* THE STAGE –Another Universe- Part.Ⅱ」公演チケット特別販売＆舞台Anthosグリーティングイベント（2023年9月24日、アニメイトシアター池袋本店）[44]
- NEW YEAR BRIDGE LIVE2023（2023年12月31日、有楽町アイマショウ）[45]
- 「北出流星カレンダーお渡し会イベント」（2024年3月24日、日本橋プラザマーム）[46]
- ドラマ「恋は湯けむりの中で」応援感謝イベント
  - 2024年5月25日、北沢タウンホール　[47]
  - 2024年6月2日、秋葉原ハンドレッドスクエア　[48]
- 北出流星26th BIRTHDAY EVENT2024～夏だ！ライブだ！りゅせ誕だ！！！～[注 9]（2024年7月28日、音部屋スクエア）[49]
- 北出流星26th BIRTHDAY EVENT2024～アフター撮影会～（2024年8月3日、BLACKBOXスタジオ）[50]
- JAPAN LIVER COLLECTION2024[注 10]（2024年9月1日、GLAMSA PARK）[51]
- RYUSEI KITADE POP UP SHOP [注 11]（10月18日～11月4日、JOL原宿）[52]
- 配信ドラマ「きみはな～君に届ける花ことば～」
  - 2024年11月10日、池袋・中池袋公園 屋外ステージ[53]
  - 2025年3月1日、池袋アニメイトシアター[54]
- 「北出流星2025年カレンダーお渡し会イベント」（2025年2月16日、日本橋プラザマーム）[55]
- 舞台「拝啓、親愛なる魔法使いのあなたへ」アフターイベント（2025年4月24日、門前仲町HYPERMIX）[56]
- 北出流星撮影会イベント（2025年6月14日、日本橋プラザマーム）[57]
- Torayoshi Iida First Event![注 12]（2025年6月21日、シアター代官山）[58]
- 「ヒプノシスマイク -Division Rap Battle-」Rule the Stage《Hypnosis Delight Fes.》（2025年10月25日・26日〈予定〉、Kanadevia Hall） - 白膠木簓 役[59]
- V系戦隊エクスキューショナー SPECIAL EVENT 1999年、終末ノ音ガ鳴ル（2025年11月6日、Zepp Haneda）[60]

### その他
- 2023年7月10日、自身のブランド「Étoile」をオープン[61]